# Due sotto il burqa
Due sotto il burqa (Cherchez la femme) è un film francese del 2017 scritto e diretto da Sou Abadi.
Il film è uscito in Francia il 28 giugno 2017, mentre in Italia è uscito il 7 dicembre.

## Trama
Armand e Leila sono due studenti che vivono un perfetto rapporto sentimentale, nonostante Armand preferisca non parlarne con i suoi genitori, Darius e Mitra, due intellettuali iraniani scappati dal regime islamico dell'ayatollah Khomeini e che, nonostante le loro profonde convinzioni femministe e riformiste, preferiscono che il figlio sposi una ragazza di buona famiglia. Armand e Leila desiderano trasferirsi a New York per un tirocinio finale presso la sede delle Nazioni Unite.
Con il ritorno dall'estero del fratello Mahmoud, Leila e il fratello minore Sinna scoprono che questi si è radicalizzato al punto da sostenere l'ideologia islamica conservatrice dei Fratelli Musulmani. Tra Leila e Sinna da una parte e Mahmoud dall'altra, comincia una convivenza difficile a causa delle diverse abitudini culturali. Quando Mahmoud sorprende Leila e Armand a baciarsi, scaraventa Armand fuori dall'appartamento e proibisce a Leila di uscire da sola.
Su consiglio di un rifugiato afghano, Armand decide di indossare un niqab spacciandosi per una ragazza, Sheherazade, così da poter entrare nell'appartamento di Leila. Lo stratagemma funziona: con la scusa di dover prendere lezioni di francese, Armand riesce a frequentare Leila. Armand decide dunque di perfezionare il proprio travestimento comprando vestiti fatti su misura e facendo ricerche sulla religione islamica per continuare a ingannare Mahmoud. Anche Leila cerca di convincere il fratello a lasciare che sia Sheherazade a occuparsi dell'istruzione religiosa di Sinna.
Mahmoud si innamora di Sheherazade e della sua “anima pura”, decidendo di sposarla. Quando fa la sua proposta a Sheherazade, Armand non ha altra scelta che mentire e dirgli che suo padre l'ha promessa in sposa a un cugino. Mahmoud non demorde e cerca di incontrare suo padre per fargli cambiare idea. Per Armand e Leila diventa sempre più complicato mantenere la loro relazione segreta. Una notte, Sinna spia una conversazione telefonica tra sua sorella e Armand, che lei chiama scherzosamente Sheherazade; ascoltando le frasi romantiche tra quelle che lui crede siano due donne, Sinna si convince che sua sorella sia lesbica. Inoltre, la presenza di una donna velata insospettisce i vicini di casa, portando Darius e Mitra a convincersi che questa donna sia un'agente del regime iraniano.
L'inganno viene infine rivelato: Sheherazade annuncia a Mahmoud che suo padre è pronto a incontrarlo; frattanto, si pensa a un piano secondo cui Leila e una sua amica, nascoste sotto un burqa, andranno all'aeroporto per incontrare Armand, così che i due fidanzati possano volare negli Stati Uniti. Alcuni uomini che hanno il compito di intrattenere Mahmoud, per farlo desistere, gli dicono che, per sposare Sheherazade, dovrà convertirsi allo sciismo. Tuttavia, Mahmoud accetta le condizioni ma scopre che Sheherazade non si trova lì; si reca dunque all'aeroporto e si mette a inseguire Sheherazade, seguito a sua volta dai genitori di Armand e da alcuni uomini.
Piuttosto che fuggire semplicemente, Armand decide di raccontare la verità a Mahmoud, dicendogli che si è innamorato di una persona che non esiste, togliendosi il travestimento da Sheherazade. Leila interviene spiegando al fratello che il responsabile di quest'assurda situazione non è altri che Mahmoud stesso, che con la sua ideologia radicale ha avvelenato i rapporti familiari. Quando Armand afferma di amare Leila tanto quanto Mahmoud ha amato Sheherazade, Mahmoud accetta di lasciarli andare, avendo addolcito la sua ideologia grazie al contatto con Sheherazade: Darius e Mitra decidono di prendersi carico dell'educazione di Mahmoud.

## Riconoscimenti
- Biografilm Festival - 2017[2]
  - Miglior film (premio del pubblico)